# Coupe d'Islande de football
La Coupe d'Islande de football (Valitor-bikar) est créée en 1960.

## Organisation
Il s'agit d'une coupe à élimination directe où une équipe est éliminée lorsqu'elle perd un match. Y participe les clubs islandais inscrits à la fédération d'Islande de football.
La coupe est répartie en un total de huit tours plus une finale, où chaque division entre une à une. Elle débute traditionnellement en mai avec l'entrée en compétition des clubs appartenant aux divisions inférieures et s'achève lors de la finale se tenant généralement début octobre à la fin de la saison islandaise de football. La finale se déroule sur un match avec en cas d'égalité à la fin du temps réglementaire, deux prolongations de 15 minutes et enfin une séance de tirs au but s'il y a toujours égalité.
De 1960 à 1972, la finale a lieu au Melavöllur. Depuis 1973, elle se tient au Laugardalsvöllur.
Le vainqueur de la coupe d'Islande (Valitor-bikar) est qualifié pour le premier tour de qualification de la Ligue Europa Conférence de la saison suivante.
En 2011, le nom de la coupe d'Islande de football évolue (auparavant 'VISA-bikar') du fait du changement de sponsor de la compétition.

## Palmarès

### Tableau d'honneur
| Club                     | Titre | Année(s)                                                                           |
| ------------------------ | ----- | ---------------------------------------------------------------------------------- |
| KR Reykjavík             | 14    | 1960, 1961, 1962, 1963, 1964, 1966, 1967, 1994, 1995, 1999, 2008, 2011, 2012, 2014 |
| Valur Reykjavík          | 11    | 1965, 1974, 1976, 1977, 1988, 1990, 1991, 1992, 2005, 2015, 2016                   |
| ÍA Akranes               | 9     | 1978, 1982, 1983, 1984, 1986, 1993, 1996, 2000, 2003                               |
| Fram Reykjavík           | 8     | 1970, 1973, 1979, 1980, 1985, 1987, 1989, 2013                                     |
| ÍBV Vestmannaeyjar       | 5     | 1968, 1972, 1981, 1998, 2017                                                       |
| Víkingur Reykjavík       | 5     | 1971, 2019, 2021, 2022, 2023                                                       |
| ÍBK Keflavík             | 4     | 1975, 1997, 2004, 2006                                                             |
| Fylkir Reykjavík         | 2     | 2001, 2002                                                                         |
| FH Hafnarfjörður         | 2     | 2007, 2010                                                                         |
| ÍBA Akureyri             | 1     | 1969                                                                               |
| Breiðablik Kopavogur     | 1     | 2009                                                                               |
| Ungmennafélagið Stjarnan | 1     | 2018                                                                               |
| KA Akureyri              | 1     | 2024                                                                               |

### Finales
- 1960 : KR Reykjavík 2-0 Fram Reykjavík
- 1961 : KR Reykjavík 4-3 ÍA Akranes
- 1962 : KR Reykjavík 3-0 Fram Reykjavík
- 1963 : KR Reykjavík 4-1 ÍA Akranes
- 1964 : KR Reykjavík 4-0 ÍA Akranes
- 1965 : Valur Reykjavík 5-3 ÍA Akranes
- 1966 : KR Reykjavík 1-0 Valur Reykjavík
- 1967 : KR Reykjavík 3-0 Víkingur Reykjavík
- 1968 : ÍBV Vestmannaeyjar 2-1 KR-b Reykjavík
- 1969 : ÍBA Akureyri 1-1 3-2 (r.) ÍA Akranes
- 1970 : Fram Reykjavík 2-1 ÍBV Vestmannaeyjar
- 1971 : Víkingur Reykjavík 1-0 Breiðablik Kopavogur
- 1972 : ÍBV Vestmannaeyjar 2-0 FH Hafnarfjörður
- 1973 : Fram Reykjavík 2-1 ÍBK Keflavík
- 1974 : Valur Reykjavík 4-1 ÍA Akranes
- 1975 : ÍBK Keflavík 1-0 ÍA Akranes
- 1976 : Valur Reykjavík 3-0 ÍA Akranes
- 1977 : Valur Reykjavík 2-1 Fram Reykjavík
- 1978 : ÍA Akranes 1-0 Valur Reykjavík
- 1979 : Fram Reykjavík 1-0 Valur Reykjavík
- 1980 : Fram Reykjavík 2-1 ÍBV Vestmannaeyjar
- 1981 : ÍBV Vestmannaeyjar 3-2 Fram Reykjavík
- 1982 : ÍA Akranes 2-1 ÍBK Keflavík
- 1983 : ÍA Akranes 2-1 (a.p) ÍBV Vestmannaeyjar
- 1984 : ÍA Akranes 2-1 Fram Reykjavík
- 1985 : Fram Reykjavík 3-1 ÍBK Keflavík
- 1986 : ÍA Akranes 2-1 Fram Reykjavík
- 1987 : Fram Reykjavík 5-0 Víðir Garður
- 1988 : Valur Reykjavík 1-0 ÍBK Keflavík
- 1989 : Fram Reykjavík 3-1 KR Reykjavík
- 1990 : Valur Reykjavík 1-1 0-0 (r.) (5 t.a.b. à 4) KR Reykjavík
- 1991 : Valur Reykjavík 1-1 1-0 (r.) FH Hafnarfjörður
- 1992 : Valur Reykjavík 5-2 (a.p.) KA Akureyri
- 1993 : ÍA Akranes 2-1 ÍBK Keflavík
- 1994 : KR Reykjavík 2-0 UG Grindavík
- 1995 : KR Reykjavík 2-1 Fram Reykjavík
- 1996 : ÍA Akranes 2-1 ÍBV Vestmannaeyjar
- 1997 : ÍBK Keflavík 1-1 0-0 (r.) (5 t.a.b. à 4) ÍBV Vestmannaeyjar
- 1998 : ÍBV Vestmannaeyjar 2-0 Leiftur Ólafsfjörður
- 1999 : KR Reykjavík 3-1 ÍA Akranes
- 2000 : ÍA Akranes 2-1 ÍBV Vestmannaeyjar
- 2001 : Fylkir Reykjavík 2-2 (5 t.a.b. à 4) KA Akureyri
- 2002 : Fylkir Reykjavík 3-1 Fram Reykjavík
- 2003 : ÍA Akranes 1-0 FH Hafnarfjörður
- 2004 : ÍBK Keflavík 3-0 KA Akureyri
- 2005 : Valur Reykjavík 1-0 Fram Reykjavík
- 2006 : ÍBK Keflavík 2-0 KR Reykjavík
- 2007 : FH Hafnarfjörður 2-1 (a.p.) Fjölnir Reykjavík
- 2008 : KR Reykjavík 1-0 Fjölnir Reykjavík
- 2009 : Breiðablik Kopavogur 2-2 (5 t.a.b. à 4) Fram Reykjavík
- 2010 : FH Hafnarfjörður 4-0 KR Reykjavík
- 2011 : KR Reykjavík 2-0 Thor Akureyri
- 2012 : KR Reykjavík 2-1 Stjarnan Garðabær
- 2013 : Fram Reykjavík 3-3 (3 t.a.b. à 1) Stjarnan Garðabær
- 2014 : KR Reykjavík 2-1 Keflavík IF
- 2015 : Valur Reykjavík 2-0 KR Reykjavík
- 2016 : Valur Reykjavík 2-0 ÍBV Vestmannaeyjar
- 2017 : ÍBV Vestmannaeyjar 1-0 FH Hafnarfjörður
- 2018 : Ungmennafélagið Stjarnan 0-0 (a.p.) (4 t.a.b. à 1) Breiðablik Kópavogur
- 2019 : Víkingur Reykjavik 1-0 FH Hafnarfjörður
- 2020 : Compétition abandonnée en raison de la pandémie de Covid-19[1].
- 2021 : Víkingur Reykjavik 3-0 ÍA Akranes
- 2022 : Víkingur Reykjavik 3-2 (a.p.) FH Hafnarfjörður
- 2023 : Víkingur Reykjavik 3-1 KA Akureyri
- 2024 : KA Akureyri 2-0 Víkingur Reykjavik